# Naaba Sigri
 (janvier 2020).
Si vous disposez d'ouvrages ou d'articles de référence ou si vous connaissez des sites web de qualité traitant du thème abordé ici, merci de compléter l'article en donnant les références utiles à sa vérifiabilité et en les liant à la section « Notes et références ».
Naaba Sigri de Boussouma est le 24e Dima  du royaume Mossi. Son nom de règne est Nèd sen nong sigri, nèd sen pa nong sigri, biè pindi n beol sigri, ti sigr ka vaalg yé, autrement dit « celui qui aime la saison pluvieuse et celui qui ne l'aime pas doivent chacun se préparer parce que la saison pluvieuse est inéluctable ». 

## Biographie
Il est le fils de Naaba Saaga et de Baonoogo. Il régna 5 ans (1861-1866) et son palais était situé à Ouahigouya (Yikiemdin). Trois de ses fils furent des Dimas de Boussouma : Naaba Ligdi, Naaba Sanem (qui succéda à Naaba Koom destitué par les colons Français en 1908 et ne régna que 9 mois pour avoir, dit on, intégré le palais d'un Roi vivant) et Naaba Koabga qui succéda à Sanem.
Naba Sigri mourut en 1866 (transporté malade à Ouahigouya) après avoir été empoisonné à Relga avec la complicité du chef de canton de Piouktenga lors d'une guerre entre Boussouma et Rissiam. Il mena quelques guerres intérieures contre des localités rebelles comme Léderé.

## Sources
- SAWADOGO Poussi et SOULGA Rimpazangdé Zacharia.